# Villa Medicea di Cerreto Guidi
A Villa Medicea di Cerreto Guidi é um antigo palácio da Família Médici que se encontra no centro de Cerreto Guidi, na Província de Florença, na Via dei Ponti Medicei nº 7. É uma das poucas villas dos Médici estavelmente aberta como museu, hospedando desde 2002 o "Museu Histórico da Caça e do Território" (Museo storico della caccia e del territorio).

## História

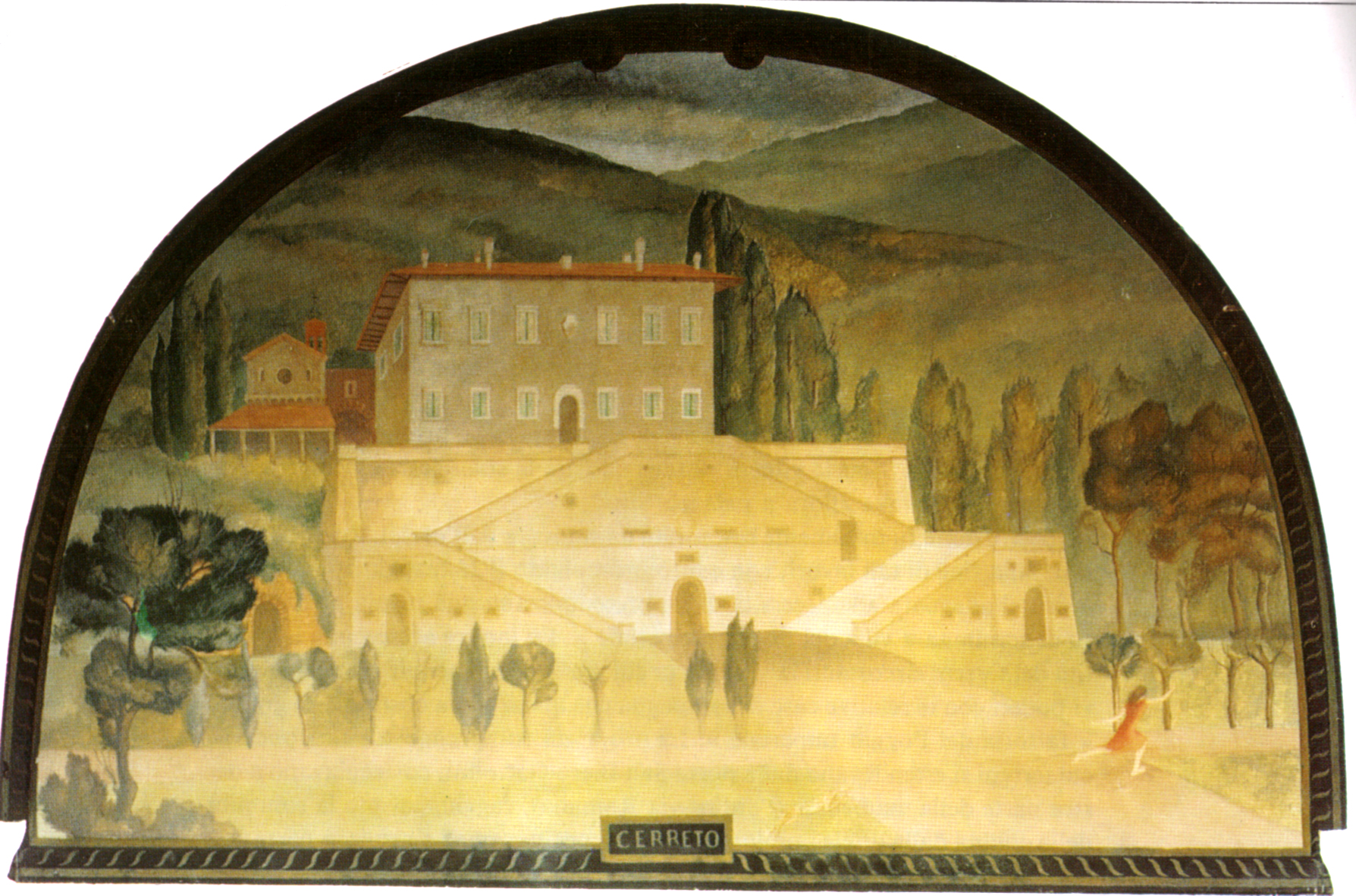
A Villa Medicea di Cerreto Guidi representada numa luneta novecentista na Villa di Artimino.

Situada numa colina confinante com a região de interesse estratégico de Padule di Fucecchio, a villa foi construída sobre um castelo precedente dos Condes Guidi, os quais deixaram o seu nome na localidade. A edificação deve-se a Cosme I, que mandou criar uma residência de caça bastante simples, cerca de 1555, pouco depois da inclusão da pequena cidade nas possessões do Ducado da Toscânia.
O arquitecto encarregado do projecto não é conhecido com certeza. Por atribuição, indica-se Bernardo Buontalenti, através do confronto com outras obras do artista. A sua mão seria particularmente evidente na realização das duas enormes rampas de escadas simétricas em zig-zag, as quais se encontram igualmente noutros dos seus projectos e que dão à villa um imponente aspecto de fortaleza. Estudos recentes reconheceram, porém, as rampas como tendo sido executadas num segundo momento em relação à construção do corpo da villa, que haveriam de enquadrar-se depois da elaboração da Villa Medicea di Pratolino (1569-1575) e do Forte Belvedere (1590-1595).
A construção no local seria seguida pelo arquitecto David Fortuni, antigo assistente de Tribolo, o qual passou o testemunho a Alfonso Parigi o Velho, em 1575, que presumivelmente completou o edifício. Uma nota do mesmo Alfonso faz pensar em Buontalenti que "passa o testemunho" ao novo arquitecto, pelo que a hipótese de estarmos perante um projecto buontalentiano é ainda a mais consensual. A distribuição original dos espaços internos da villa subentendia as possíveis funções militares, com salas com os tectos baixos e ambientes para alojar os cavalos e outros animais. 
A villa foi usada frequentemente em todas as estações, quer para batidas de caça, quer como ponto de estadia nas frequentes deslocações entre Florença e Pisa ou Livorno. No dia 15 de Julho de 1576 ocorreu na villa o brutal assassínio de Isabel de Médici por obra do seu marido Paolo Giordano I Orsini, talvez ajudado por um ou mais assassinos. A dama foi morta por estrangulamento como punição pela sua infidelidade. Na época, a villa pertencia a Dom Giovanni de Médici, irmão de Isabel, o qual à sua morte deixou a (1621) deixou a propriedade ao sobrinho Dom Lourenço de Médici. Depois do falecimento de Dom Lourenço, que não teve filhos, a villa passou para o seu irmão, o Grão-duque Cosme II, que a deu ao seu filho, o Cardeal Leopoldo de Médici (1671).

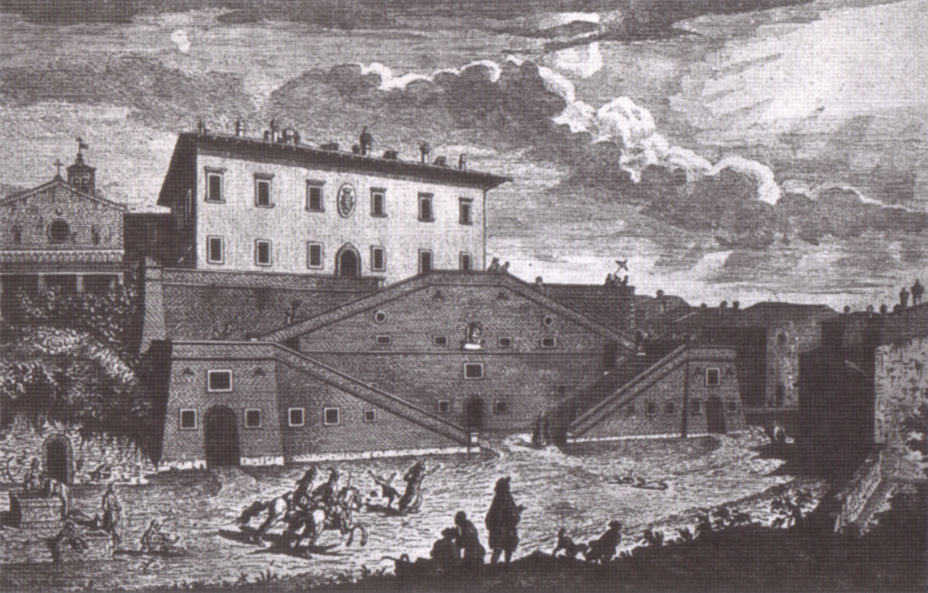
A Villa Medicea di Cerreto Guidi numa gravura de Giuseppe Zocchi, (1744).

Quando a villa passou ao cardeal, procedeu-se a uma reestruturação interna para dar uma organização mais residencial e senhorial ao edifício. Com a morte de Leopoldo (1675), a villa regressou às mãos de Cosme II e pouco tempo depois foram feitos dois inventários (1705 e 1728), preciosos documentos que informam como a villa estava decorada com pinturas de valor (di Alessandro Allori, Matteo Rosselli, Andrea del Sarto, entre outros) e tapeçarias, algumas das quais têm sido talvez identificadas como executadas a partir do desenho de Giovanni Stradano. 
Passada aos Lorena depois da extinção da Casa Médici (1738), foi alienada, com uma escritura datada de 29 de Maio de 1780, à família Tonini, originária de Pistoia. Em seguida foi cedida aos Maggi, de Livorno, em 1821, os quais realizaram a passagem em direcção à antiga ermida de São Leonardo através duma arcada maciça. Foi adquirida depois por Maddalena Dotti da Filicaja, em 1885, que a ofereceu ao genro Giovanni Geddes , que encarregou o pintor Ruggero Focardi do remobilamento e da decoração pictórica duma sala no andar térreo, ilustrando os bens das famílias Dotti e da Filicaja. Em 1966, o então proprietário, Rodolfo Geddes, vendeu-a a Galliano Boldrini, que três anos mais tarde a deu ao Estado Italiano com a condição de ser feito ali um museu nacional.

## O interior
Em algumas salas, sobretudo no piso térreo, são visíveis afrescos decorativos que remontam principalmente ao período neoclássico, assim como a vista com ruínas que se encontra na loggia setentrional.
Actualmente, o mobiliário da villa foi reconstruído segundo, tanto quanto possível, as descrições presentes nos inventários históricos. Uma parte dos móveis antigos (datados dos séculos XVII, XVIII e XIX) provém dos depósitos da Superintendência florentina, enquanto um outro lote faz parte dum legado de 1844 feito pelo antiquário Antonio Conti, ou daquele feito por Stefano Bardini (adquirido pelo Estado em 1996). Têm estado expostas quatro tapeçarias com as "Estações", que embória não estivessem originalmente em Cerreto Guido, podem dar uma ideia das tapeçarias que em tempos decoravam a villa.
O retrato de corpo inteiro de Isabel de Médici recorda o lugar onde esta foi assassinada, e até ao saque sofrido durante a Segunda Guerra Mundial, também se conservava a corda que se considerada ter sido usada no assassínio. 
Outros retratos de membros da família Médici são o de "Cosme II nas vestes de coroação", ocorrida a 5 de Março de 1570, e o de "Dom Francisco de Médici em corsaletto" (cerca de 1615).

## O Museu Histórico da Caça e do Território
O Museu Histórico da Caça e do Território foi inaugurado no dia 28 de Setembro de 2002 e é dedicado às armas, sobretudo de caça e de tiro, em parte provenientes da herança Bardini, em parte cedidas pelas autoridades policiais, em parte provenientes de depósitos, doações e empréstimos temporários.
As armas estão expostas em vitrines antigas que antigamente se encontravam no Museo degli argenti do  Palazzo Pitti, em Florença, nas salas do primeiro andar, enquanto as facas e as armas brancas se encontram numa sala do andar térreo. Entre os exemplares mais valiosos encontram-se algumas armas pertencentes ao Grão-duque Pedro Leopoldo e a Fernando III de Habsburgo-Lorena.